# 欧阳山

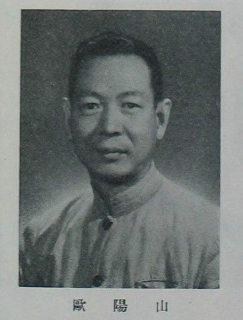
歐陽山近照

歐陽山（1908年12月—2000年9月26日），原名楊鳳岐，筆名凡鳥、羅西、龍貢公等，男，湖北荊州人，中國現代作家，代表作《一代风流》。
曾任中国作协广东分会主席、广东省文联主席、中国作协副主席等职。

## 生平
歐陽山出生於貧民家庭，從小賣給姓楊的人家，後隨養父在外流浪，就讀於廣東高等師範附屬師範初中班，1923年在上海《學生雜誌》發表第一篇短篇小說《那一夜》，開始文學創作，1927年組織“南中國文學會”，1928年到上海，成為職業小說家。1932年回到廣州組織“普羅作家同盟”，主編《廣州文藝》周刊。後受到國民黨政府通緝，逃亡上海參加中國左翼作家聯盟，開始用歐陽山的筆名發表作品。1941年在延安參加了延安文藝座談會和整風運動。
1957年開始創作150萬字長篇巨著《一代風流》，全書分為五卷。文化大革命時被剝奪了創作的權利，已写好的文稿亦散失。“文革”结束又重新投入了《一代風流》的寫作，1985年全书完稿。這部巨著分成《三家巷》、《苦鬥》、《柳暗花明》、《圣地》、《万年春》五部曲，夏志清認為歐陽生早期的小說並不好，直到《三家巷》才寫的好。1997年将全书删改后，总名定为《三家巷》，分为4卷。
2000年9月26日病逝於廣州。

## 作品
代表作品有《玫瑰殘了》、《英雄三生》、《前程似锦》、《高干大》、《三家巷》五部曲等。

## 家庭
元配夫人草明（已离异），育有一儿二女。大女欧阳代娜，现为特级教师，教授语文；二女欧阳天娜，原国寿香港分公司总经理；儿子欧阳加。